# Nonprofit Marketplace Initiative
La Nonprofit Marketplace Initiative (NMI) était une initiative de l'Effective Philanthropy Group de la Hewlett Foundation lancée en 2006,,,. Sa fermeture a été annoncée dans le Chronicle of Philanthropy en avril 2014.

## Origine
L'Effective Philanthropy Group (Groupe pour la Philanthropie Efficace) de la Hewlett Foundation a créé le NMI en 2006 avec l'objectif que "d'ici 2015, 10% des dons individuels aux États-Unis (soit 20 milliards de dollars) soient influencés par des informations pertinentes, de haute qualité sur les performances des organisations caritatives,,". Jacob Harold était le responsable du programme et la Fondation Hewlett à l'époque était dirigée par Paul Brest.

## Organisations financées
Le NMI finança plusieurs évaluateurs d’organismes caritatifs, notamment: 
- GiveWell, axé sur la recherche des meilleurs organismes auxquels faire un don[2].
- Charity Navigator[5] et Guidestar, concentrés sur l’évaluation d’un grand nombre d’organismes via des métriques bien définies
- Philanthropedia, une plateforme d'experts pour évaluer les œuvres de bienfaisance
- GreatNonprofits, une plateforme partageant des informations sur les grands organismes caritatifs

Holden Karnofsky, cofondateur et codirecteur exécutif de GiveWell, exprima sa gratitude au NMI, soulignant que le soutien de NMI à son organisation avait été crucial dans ses premières années, quand elle était relativement inconnue et sujette à controverses. Il félicita également la MNI pour son soutien malgré les différences de stratégie, et  déclara que bien que la MNI l'ait souvent encouragée à étendre son réseau et à collaborer davantage avec les autres bénéficiaires de la MNI, Givewell n'avait jamais subi de pression inappropriée.
À la fermeture de la NMI, Ken Berger, président de Charity Navigator, écrivit une lettre remerciant la Fondation Hewlett pour son soutien généreux à Charity Navigator lors de la transition vers la version 3.0 de leur produit. Berger qualifia la Fondation Hewlett comme le plus grand soutien de Charity Navigator.

## Fermeture
En avril 2014, un article de la Chronicle of Philanthropy annonça que la Fondation Hewlett mettait fin à la Nonprofit Marketplace Initiative. La décision de la Hewlett Foundation reposait sur une réévaluation interne du projet, motivée par deux études: 
- Celle de Money for Good réalisée par Hope Consulting (financée par la Fondation Hewlett) concluant que "peu de donneurs effectuent des recherches avant de donner, et ceux qui le font se tournent vers l'organisme bénéficiaire lui-même pour fournir des informations simples sur son efficacité[6],[7]".
- Une évaluation externe d'Arabella Advisors dont les résultats ont convaincu encore davantage la Fondation Hewlett que leur stratégie ne fonctionnait pas aussi bien qu'ils l'espéraient[8].

La Hewlett Foundation connut également d'importants changements de personnel à cette période : Jacob Harold quitta la Fondation Hewlett pour GuideStar et fut remplacé par Lindsay Louise, et Paul Brest fut remplacé par Larry Kramer à la présidence de la Hewlett Foundation. Ils déclarèrent que si ces changements rendaient pertinente la réévaluation de la stratégie, ils ne constituait pas la raison de la fin du programme, car les études externes aboutissant à cette fermeture avaient été lancées par le personnel précédent,,.
La Hewlett Foundation a également précisé que, même si elle n'avait pas atteint ses propres objectifs avec la MNI, les organisations financées telles que GiveWell, Charity Navigator et GuideStar, avaient eux très bien réussi à atteindre leurs objectifs.
Répondant à la décision de fermeture, Holden Karnofsky de GiveWell écrivit que si la décision de fermer le programme était peut-être la bonne, GiveWell n'était pas d'accord avec les motifs de la fermeture. Il expliqua que les fonds qui seraient transférés par GiveWell dans les années à venir justifiaient à eux seuls largement les 12 millions de dollars dépensés par la NMI. Cela fut avéré par la suite: en 2014, GiveWell orienta 13 millions de dollars de donateurs vers ses principaux organismes caritatifs (ce chiffre qui ne tenant pas compte des fonds de Good Ventures, une fondation de plusieurs milliards de dollars avec qui Givewell collabore étroitement pour l'affectation des fonds).
Jacob Harold, ancien responsable du programme de la NMI (parti pour GuideStar), répondit au message de Karnofsky en soulignant que les objectifs de NMI consistant à atteindre une large population valaient encore la peine, et que son principal problème avait peut-être été une trop grande avance sur son temps. Harold déclara espérer concrétiser la vision de la NMI  dans son travail pour GuideStar. Il souligna l’importance de la qualité et de la quantité, notant que GiveWell et le mouvement de l'altruisme efficace dont il faisait partie risquaient de trop négliger les objectifs quantitatifs qu'avait la MNI.